# Roberto Carlos (álbum de 1998)
Roberto Carlos é um álbum de estúdio e ao vivo do cantor e compositor Roberto Carlos, de 1998. Contém regravações ao vivo de alguns de seus maiores sucessos retirados do registro de um show realizado no Olympia em São Paulo, além de canções inéditas gravadas em estúdio.
O álbum apresenta uma característica híbrida devido ao agravamento do estado de saúde da então esposa do cantor, Maria Rita Simões Braga, que levou Roberto Carlos a praticamente abandonar as gravações. Isto obrigou a Sony Music a completar o repertório de 10 faixas com seis canções gravadas ao vivo do referido show acima. A faixa "Eu Te Amo Tanto" é a dedicada à Maria Rita e Roberto a compôs sozinho, ao piano, durante um difícil momento em que a mulher sofria com um tumor instalado em sua região pélvica. 

## Faixas
1. Meu Menino Jesus
2. O Baile Da Fazenda (participação especial de Dominguinhos)
3. Eu Te Amo Tanto
4. Vê Se Volta Para Mim (samba-canção composto por Eduardo Lages e Paulo Sérgio Valle emulando o pagode romântico então em voga na época)
5. De Tanto Amor
6. Debaixo dos Caracóis dos Seus Cabelos
7. Nossa Canção
8. Amada, Amante
9. Falando Sério
10. Outra Vez

## Roberto Carlos em Detalhes. Paulo Cesar de Araújo, Editora Planeta, 2006
1. ↑  «Roberto Carlos». ABPD. Consultado em 31 de dezembro de 2010